# Zimmerbach
Zimmerbach é uma comuna francesa na região administrativa de Grande Leste, no departamento Alto Reno. Estende-se por uma área de 2,26 km². Em 2010 a comuna tinha 865 habitantes (densidade: 382,7 hab./km²).